# Distrikt El Carmen de la Frontera
Der Distrikt El Carmen de la Frontera liegt in der Provinz Huancabamba in der Region Piura in Nordwest-Peru. Der Distrikt wurde am 4. Dezember 1964 gegründet. Er hat eine Fläche von 647 km². Beim Zensus 2017 wurden 11.784 Einwohner gezählt. Im Jahr 1993 betrug die Einwohnerzahl 10.449, im Jahr 2007 12.681. Verwaltungssitz ist die 2450 m hoch gelegene Ortschaft Sapalache mit 576 Einwohnern (Stand 2017). Sapalache liegt 10 km nordnordöstlich der Provinzhauptstadt Huancabamba.

## Geographische Lage
Der Distrikt El Carmen de la Frontera liegt in den nordperuanischen Anden im Norden der Provinz Huancabamba. Der Río Canchis, ein rechter Nebenfluss des Río Chinchipe, sowie dessen linker Quellfluss Río Blanco bilden die nördliche Grenze. Der Westen des Distrikts wird über den Río Huancabamba nach Süden hin entwässert.
Der Distrikt El Carmen de la Frontera grenzt im Süden an den Distrikt Huancabamba, im Westen an die Distrikte Pacaipampa und Ayabaca (beide in der Provinz Ayabaca), im Norden an Ecuador, im Osten an den Distrikt Namballe sowie im Südosten an den Distrikt Tabaconas (beide in der Provinz San Ignacio).